# 054B型フリゲート
054B型フリゲート（054Bがたフリゲート、英語: Type 054B frigate、中: 054B型导弹护卫舰）は、中国人民解放軍海軍のフリゲートの艦級。NATOコードネームは江凱III型フリゲート。
概念実証モデルにあたる054型（江凱I型）と、その成果を反映した量産型である054A型（江凱II型）に続く改良型であり、約20隻が発注されたという報道がある。

## 来歴
054A型の大量建造がピークに差し掛かっていた2012年、既に中国では次世代フリゲートの建造計画が進められており、中国船舶重工集団（CSIC）は054A型に似た在来型の案を提出したのに対し、中国船舶工業集団（CSSC）は革新的な三胴船の案を提出した。2012年春には海軍の提案審査が終わり、CSICの在来型の案が採択された。しかし同時期に計画が着手された055型駆逐艦は2015年には起工されたのに対し、この次世代フリゲートの建造はなかなか実現せず、まずは054A型の船体延長型（いわゆる054AL型）が建造されていた。これは055型の技術的成果を判断したものとみられている。
その後、2020年前後から建造が開始されたのが054B型である。

## 設計
054B型は054型の系譜ではあるが、054A型と比べても、満載排水量にして5割増と格段に大型であり、同型・同系列の域にとどまらないスケールアップとなっている。055型の技術的成果を反映させて、ステルス性に配慮した統合マストを採用するとともに、閉鎖式の錨甲板も導入されている。この結果、艦首からナックルラインが続くなど、054A型と異なる船体デザインとなった。なお後檣の一体化マストについては、フランスのナバル・グループが手掛けたアミラル・ロナルク級駆逐艦やゴーウィンド型コルベットを参考にしたとの説がある。
機関についてはガスタービンエンジンと電気推進の組み合わせ機関を搭載しているという説もあるが、2024年7月の報道では否定されている。

## 装備
054B型では、前檣上に新型のフェイズドアレイレーダーを搭載している。これはイギリスのSAMPSONと同様、2面のフェイズドアレイ・アンテナを背中合わせに配置し、回転させて全周を走査する方式といわれているが、SAMPSONではアンテナをレドームに収容しているのに対し、こちらは平面アンテナが露出している。2020年頃から075型強襲揚陸艦や909A型試験艦「華羅庚」に搭載されていたものとの類似が指摘されている。
VLSは054A型と同じく32セルである。艦対艦ミサイルは、054A型と同じYJ-83のほか、YJ-12の可能性も指摘されている。
一方、艦砲については、054型で搭載された100mm単装砲の信頼性が低く、054A型では76mm単装速射砲に変更されたという経緯があったが、054B型では、命中精度や信頼性などを向上させた改良型の100mm単装砲が搭載された。
航空艤装は、054AL型と同様にZ-20F哨戒ヘリコプターを搭載できるサイズの格納庫を設置するのに加えて、垂直発艦型無人航空機（VTUAV）も運用できるようにヘリコプター甲板を拡張している。

## 比較表
| ·        | Template‐ノート:同規模フリゲートに、このページに関する疑問があります。（2025年3月） 疑問の要約：テンプレート名と選択基準の妥当性 |                            |                            |                             |                            |                                            |                                         |                             |
|          | | もがみ型                   | 新型FFM                    | 054A型                      | 054B型                     | C・ベルガミーニ級                          | A・ゴルシコフ級                         | 31型                        |
| 船体     | 満載排水量 | 5,500 t                    | 6,200 t                    | 4,050 t                     | 6,000 t                    | 5,950 t                                    | 5,400 t                                 | 5,700 t                     |
| 船体     | 全長 | 133.0 m                    | 142.0 m                    | 134.0 m                     | 150.0 m                    | 142.0 m                                    | 135.0 m                                 | 138.7m                      |
| 船体     | 全幅 | 16.3 m                     | 17.4 m                     | 15.0 m                      | 18.0 m                     | 19.4 m                                     | 16.0 m                                  | 未公表                      |
| 主機     | 方式 | CODAG                      | CODAG                      | CODAD                       | CODAD                      | CODLAG                                     | CODAG                                   | CODAD                       |
| 主機     | 出力 | 70,000 ps                  | 不明                       | 28,200 ps                   | 未公表                     | 43,500 shp                                 | 55,000 ps                               | 未公表                      |
| 主機     | 速力 | 30 kt                      | 30 kt                      | 27 kt                       | 未公表                     | 27 kt                                      | 29-30 kt                                | 28 kt                       |
| 兵装     | 砲熕 | 62口径5インチ単装砲×1基    | 62口径5インチ単装砲×1基    | 60口径76mm単装砲×1基        | 100mm単装砲×1基            | 64口径127mm単装砲×1基                      | 70口径130mm単装砲×1基                   | 70口径57mm単装砲×1基        |
| 兵装     | 砲熕 | 62口径5インチ単装砲×1基    | 62口径5インチ単装砲×1基    | 60口径76mm単装砲×1基        | 100mm単装砲×1基            | 62口径76mm単装砲×1基                       | 70口径130mm単装砲×1基                   | 70口径40mm機関砲×1基        |
| 兵装     | 砲熕 | 機関銃架×2基               | 不明                       | 1130型CIWS×2基              | 1130型CIWS×1基             | 80口径25mm単装機銃×2基                     | パラシ CIWS×2基                         | 7.62mm機関銃×8挺            |
| 兵装     | ミサイル | Mk.41 VLS×16セル （07式）  | Mk.41 VLS×32セル           | VLS×32セル （HQ-16 / CY-3） | VLS×32セル （HQ-16FE）     | シルヴァーA50 VLS×16セル （アスター15/30） | 3K96 VLS×32セル （9M96E2-1/E、9M110）   | VLS×24セル （シーセプター） |
| 兵装     | ミサイル | SeaRAM 11連装発射機×1基    | SeaRAM 11連装発射機×1基    | VLS×32セル （HQ-16 / CY-3） | HHQ-10 24連装発射機×1基    | シルヴァーA50 VLS×16セル （アスター15/30） | 3K96 VLS×32セル （9M96E2-1/E、9M110）   | VLS×24セル （シーセプター） |
| 兵装     | ミサイル | 17式 4連装発射筒×2基       | 17式 4連装発射筒×2基       | YJ-83 4連装発射筒×2基       | YJ-83 4連装発射筒×2基      | テセオ 4連装発射筒×4基                     | UKSK VLS×16セル （P-800、カリブルNK）   | Mk.41 VLS （SLCM・SSM）     |
| 兵装     | 水雷 | 324mm3連装短魚雷発射管×2基 | 324mm3連装短魚雷発射管×2基 | 324mm3連装短魚雷発射管×2基  | 324mm3連装短魚雷発射管×2基 | 324mm3連装短魚雷発射管×2基                 | 4連装短魚雷発射管×2基                   | ―                           |
| 艦載機   | 艦載機 | SH-60K×1機                 | SH-60K×1機                 | Z-9C / Ka-28×1機            | Z-20×1機                   | NFH90×1機                                  | Ka-27×1機                               | AW159 / AW101×1機           |
| 同型艦数 | 同型艦数 | 6隻/12隻予定 （4隻艤装中） | 12隻予定                   | 40隻/50隻予定 （6隻艤装中） | 2隻/20隻予定               | 12隻予定 （2隻艤装中）                     | 2隻 / 15隻予定 （1隻艤装中、5隻建造中） | 10隻予定 （4隻建造中）      |

## 同型艦一覧
| #   | 艦名 | 造船所           | 進水            | 就役           | 配備先   |
| --- | ---- | ---------------- | --------------- | -------------- | -------- |
| 545 | 漯河 | 滬東中華造船     | 2023年 8月26日  | 2025年 1月22日 | 北海艦隊 |
| 555 | 欽州 | 中船黄埔文沖船舶 | 2023年 10月29日 | 2025年 3月     | 南海艦隊 |